# 방법: 재차의
《방법: 재차의》는 2021년에 개봉한 대한민국의 영화이다. 스튜디오 드래곤의 텔레비전 드라마《방법》을 원작으로 한다.

## 캐스팅
- 엄지원: 임진희 역
- 정지소: 백소진 역
- 정문성: 정성준 역
- 김인권: 김필성 역
- 고규필: 탁정훈 교수 역
- 권해효: 이상인 역
- 오윤아: 변미영 역
- 이설: 제시 역 (아역: 윤서진)
- 전국환: 변승일 역
- 정재성: 김민섭 역
- 박찬우: 박우찬 역
- 남연우: 유정훈 형사 역
- 서지후: 강영수 형사 역
- 채드 박: 두꾼 역
- 김희창: 수사대 과장 역
- 조용준: 조 형사 역
- 박강섭: 최 형사 역
- 김영민: 김 형사  역
- 김광현: 김정균 역
- 전영 : 여의사 역
- 김금순 : 청소 노동자 1 역
- 심소영 : 청소 노동자 2 역
- 박재완 : 회사중역 1 역
- 박민관 : 회사중역 2 역
- 유장영 : 남 기자 역
- 김미수 : 여 기자 역
- 최윤빈 : 택시기사 1 역
- 김재형 : 택시기사 2 역
- 박정후 : 사무장 역
- 한상조 : 덩치 남 역
- 유정호 : 특공대장 역
- 전준영 : 후문특공대 1 역
- 홍의준 : 후문특공대 2 역
- 최백선 : 엘리베이터 특공대 역
- 유인혁 : 특공대 1 역
- 전성재 : 특공대 2 역
- 문상준 : 특공대 3 역
- 장영 : 특공대 4 역
- 양동선 : 승일제약 직원 역
- 현영균 : 경호팀장 역
- 박성용 : 경호원 역
- 유인호 : 출입국 관리소 직원 역
- 우승도 : 도시탐정 직원 1 역
- 성욱 : 도시탐정 직원 2 역
- 임효정 : 일본 무당 역
- 장순량 : 일본 악사 1 역
- 김종문 : 일본 악사 2 역
- 문영수 : 중국노사 역
- 강수호 : 중국스님 1 역
- 문기환 : 중국스님 2 역
- 박도현 : 라디오 PD 역
- 우사 운당 : 동남아 가사도우미 역
- 검비르 : 동남아 국회의원 역
- 김현우 : 동남아 아이 1 역
- 카다르례예바 디아나 : 동남아 아이 2 역
- 나지르 카림 : 동남아 아이 3 역
- 최병모 : 과거 김주환 부장 역
- 김수환 : 황진국 재차의 역
- 김송일 : 50대 남자 재차의 역
- 정현옥 : 덩치 재차의 역
- 고기영 : 재차의 역
- 고정경 : 재차의 역
- 권용덕 : 재차의 역
- 김만호 : 재차의 역
- 김민환 : 재차의 역
- 김빛나래 : 재차의 역
- 김영민 : 재차의 역
- 김윤도 : 재차의 역
- 김재현 : 재차의 역
- 김진욱 : 재차의 역
- 김한솔 : 재차의 역
- 김현우 : 재차의 역
- 남상우 : 재차의 역
- 문바롬 : 재차의 역
- 민정은 : 재차의 역
- 박상협 : 재차의 역
- 박하영 : 재차의 역
- 성백인 : 재차의 역
- 손주환 : 재차의 역
- 송현진 : 재차의 역
- 송지혁 : 재차의 역
- 안재원 : 재차의 역
- 윤상원 : 재차의 역
- 이보영 : 재차의 역
- 임지우 : 재차의 역
- 전아희 : 재차의 역
- 정은희 : 재차의 역
- 정지원 : 재차의 역
- 지성은 : 재차의 역
- 최성식 : 재차의 역
- 현직 : 재차의 역
- 황윤호 : 재차의 역
- 양현민: 라디오 DJ 역 (우정출연)
- 박종환: 현철민 역 (우정출연)
- 조한철: 박용호 역 (특별출연)
- 이중옥: 천주봉 역 (특별출연)